# 司城志朗
司城 志朗（つかさき しろう、1950年1月25日 -）は、日本の小説家。愛知県出身。
南山高等学校を経て、名古屋大学文学部卒業。放送作家などを経て小説家に。1983年、矢作俊彦との共著作品『暗闇にノーサイド』で第10回角川小説賞、1994年、『ひとつぶの砂で砂漠を語れ』で第3回開高健賞奨励賞、1998年、『ゲノム・ハザード』で第15回サントリーミステリー大賞読者賞を受賞。

## 著書

### 小説
- 『ペルーから来た風』（角川書店）1985
- 『誰かが悲劇』角川文庫 1986
- 『夢見るスパイ』カドカワノベルズ 1986
- 『神様の誘拐 スラプスティック・ミステリー』Joy novels （実業之日本社）1986
- 『？の家族殺人事件 スラプスティックミステリー』Jノベルス （講談社）1987
- 『日出づる国のスパイ』ケイブンシャノベルス 1988
- 『そして犯人（ホシ）もいなくなった』立風ノベルス（学習研究社）1988
- 『〈はるか〉彼方の国へ』ケイブンシャ文庫 1988
- 『冬とさすらいの探偵』大陸ノベルス 1989
- 『絶望からの銃弾』大陸ノベルス 1989
- 『メランコリー・ブルー』双葉ノベルス 1989
- 『誰もが一度は殺人者 長編ユーモア・ミステリー』大陸ノベルス 1990
- 『ミスター・レディに赤い薔薇』廣済堂ブルーブックス 1990
- 『百年経ったら墓の中』集英社文庫 1990
- 『追われる女 長編ロマンチック・ミステリー』双葉ノベルス 1990
- 『死ぬほど殺したい』廣済堂ブルーブックス 1991
- 『ウォーターフロントの休日 ユーモア・サスペンス』Joy novels （実業之日本社）1993
- 『ひとつぶの砂で砂漠を語れ』（TBSブリタニカ）1994
- 『ゲノム・ハザード』（文藝春秋）1998 『ゲノムハザード』小学館文庫
- 『気の長い密室』ハルキ文庫 1999
- 『秋と黄昏の殺人』（講談社）2000 のち文庫
- 『存在の果てしなき幻』カッパ・ノベルス （光文社）2001
- 『心はいつも荒野』講談社文庫 2001
- 『ブルー・デビル』（講談社）2002 改題『恋ゆうれい』講談社文庫
- 『街でいちばんの探偵 本格私立探偵小説』カッパ・ノベルス （光文社）2003
- 『サンドブレーク』小学館文庫 2007
- 『細菌列島』（幻冬舎）2009
- 『小牧山城秘話 信長はなぜ小牧山に城を築いたか』（尾張小牧歴史文化振興会）2013
- 『スパムリコール』小学館文庫 2014

### 共著
- 『暗闇にノーサイド』全2冊 矢作俊彦共著 カドカワノベルズ 1983-84 のち文庫
- 『ブロードウェイの戦車』全2冊 矢作俊彦共著 カドカワノベルズ 1984 のち文庫
- 『海から来たサムライ』全2冊 矢作俊彦共著 カドカワノベルズ 1984 のち文庫
- 『サムライ・ノングラータ』全2冊 矢作俊彦共著 ＳＢ文庫 （ソフトバンククリエイティブ）2007
- 『犬なら普通のこと』矢作俊彦共著 早川書房 2009 のち文庫
- 『百発百中 狼は走れ豚は食え、人は昼から夢を見ろ』矢作俊彦共著 角川書店 2010
- 『ARAKUREあらくれ』矢作俊彦共著 早川書房 2011
- 『斬ばらりん』川島透共著 小学館文庫 2013

### ノベライズ
- 『香港パラダイス』集英社文庫 1990
- 『暴力教師』冨川元文原案 ;ノベライズ（廣済堂出版）1997
- 『相棒 -劇場版-』（小学館）2008
- 『MW -ムウ-』（小学館）2009
- 『許されざる者』幻冬舎文庫 2013
- 『ロング・グッドバイ 東京篇』渡辺あや脚本 ハヤカワ文庫 2014

## 映像化作品

### 映画
- ゲノムハザード ある天才科学者の5日間（2014年1月24日公開、アスミック・エース、原作：『ゲノムハザード』）